# Retrakcja skrzepliny
Retrakcja skrzepliny – proces obkurczania w wyniku konsolidacji agregatów płytkowych przez fibrynę i czynność białek kurczliwych płytki.
Według definicji prof. dr hab. n. med. Anetty Undas retrakcja skrzepliny jest to zmniejszanie objętości zakrzepu dzięki siłom generowanym przez płytki krwi. Zjawisko to jest szczególnie nasilone w naczyniach, w których przepływ krwi jest całkowicie zablokowany przez skrzeplinę i ma na celu udrożnienie światła zatkanej tętnicy.